# Hucisko (powiat kolbuszowski)
Hucisko – wieś w Polsce położona w województwie podkarpackim, w powiecie kolbuszowskim, w gminie Niwiska.
W latach 1975–1998 miejscowość należała administracyjnie do województwa rzeszowskiego.
| SIMC    | Nazwa   | Rodzaj    |
| ------- | ------- | --------- |
| 0657102 | Pustki  | część wsi |
| 0657119 | Zalesie | część wsi |

## Historia
Wieś została założona w XVII w. przy dużej hucie szkła. Huta funkcjonowała do pożaru w poł. XIX w. w miejscu zw. Piecowiska.
W czasie II wojny światowej Hucisko należało do niemieckiego poligonu SS TruppenÜbungsPlatz Heidelager z siedzibą w Pustkowie k. Dębicy. W sąsiedniej wsi Blizna Niemcy dokonywali prób z bronią rakietową V-1 i V-2. Tak Hucisko z okolicą stało się bazą dla penetrujących poligon członków wywiadu Armii Krajowej i Batalionów Chłopskich. Wysiedlony z Niwisk proboszcz, a zarazem kapelan AK, ks. Jan Kurek, mieszkał przez pewien w miejscowej szkole, gdzie z narażeniem życia odprawiał nabożeństwa i przewoził do Komendy Obwodu AK w Kolbuszowej części broni V zdobytej przez partyzantów. Stamtąd trafiała do Warszawy i Londynu. Jeden z członków BCh, Józef Świder z przysiółka Poręby Huciskie, został aresztowany przez esesmanów i rozstrzelany w obozie pracy w Pustkowie w maju 1944 r.
Części wsi: Badunia, Dział, Krzywda, Las Jaćkowski, Mieniacki, Ług, Morgi, Wieś, Poręby, Pustki, Zagórze, Za Lasem, Za Rzeką i inne.

## Edukacja
Początki oświaty w Hucisku sięgają 1928 roku, kiedy rozpoczęła się budowa budynku szkolnego. Mieściła się w nim 1-klasowa szkoła powszechna z jednym nauczycielem. Uczęszczały do niej dzieci z Huciska, Trześni i Leszcz. W 2022 roku działała tu 8-klasowa szkoła podstawowa, która w 2006 roku otrzymała imię Kardynała Stefana Wyszyńskiego. Uczniami szkoły są dzieci z Huciska, Leszcz i Zapola.

## Zabytki
- Kapliczka z figurą św. Jana Nepomucena pochodzącą najprawdopodobniej z I poł. XIX wieku[8]